# Mười ba chiến công trung hưng nhà Tống
Mười ba chiến công trung hưng nhà Tống (chữ Hán: 宋朝中兴十三处战功, Tống triều trung hưng thập tam xử chiến công) là 13 trận đánh trong chiến tranh Tống – Kim mà nhà Nam Tống đơn phương nhận phần thắng thuộc về mình.